# Szyszkowce (rejon złoczowski)
Szyszkowce (ukr. Шишківці) – wieś na Ukrainie w rejonie złoczowskim obwodu lwowskiego.
Miejscowość liczy 300 osób.
Do 2020 w rejonie brodzkim. 